# The Happiness Cage
The Happiness Cage, también conocida como The Mind Snatchers, es una película de ciencia ficción de 1972 dirigida por Bernard Girard y protagonizada por Christopher Walken y Joss Ackland.

## Argumento
El doctor Frederick (Joss Ackland) está tratando de encontrar la manera de 
calmar la naturaleza agresiva de los soldados, para lo que desarrolla un microchip que permite acceder a los centros de placer del cerebro.

## Reparto
- Christopher Walken - Soldado James H. Reese
- Joss Ackland - Dr. Frederick
- Ralph Meeker - Mayor
- Ronny Cox - Sargento Boford Miles
- Marco St. John - Lawrence Shannon
- Bette Henritze - Anna Kraus
- Susan Travers - Enfermera Schroeder
- Birthe Neumann - Lisa
- Claus Nissen - Psiquiatra del ejército